# Dundee Harp FC
Dundee Harp FC was een Schotse voetbalclub uit Dundee. 
De club werd in 1879 opgericht voor de grote Iers Rooms-katholieke bevolking van de stad, naar het voorbeeld van Hibernian FC dat door Ieren werd gesticht in Edinburgh. 
Er werd nooit in de nationale competitie gespeeld, enkel op plaatselijk niveau in het oosten van Schotland. Het meest memorabele resultaat was dat van 35-0 tegen Aberdeen Rovers, het was die dag een zwarte bladzijde in de voetbalgeschiedenis van de stad Aberdeen want ook een andere club uit de stad, Bon Accord FC, kreeg een veeg uit de pan en verloor met 36-0 van Arbroath FC (een record in de Britse seniorenvoetbalgeschiedenis). 
In 1906 werd de club opgeheven. De ondergang van Harp FC leidde enkele jaren later tot de oprichting van de succesvolle club Dundee United